# 川崎村 (愛知県)
川崎村（かわさきむら）は、かつて愛知県幡豆郡にあった村である。
現在の西尾市の一部（高落町・西浅井町・東浅井町・米野町・新村町・小島町など）に該当する。

## 歴史
- 1889年（明治22年）10月1日 - 高落村、西浅井村、東浅井村、米野村、新村、小島村が合併し、川崎村が発足。
- 1906年（明治39年）5月1日 - 御鍬村、吹羽良村と合併し、三和村が発足。同日川崎村は廃止。

## 教育
- 内藤尋常小学校（現・西尾市立三和小学校の前身校のひとつ）